# ابن قاسم العبادي
شهاب الدين أحمد بن قاسم الصباغ العبادي الشافعي الأزهري (؟ - 992هـ/1584م)، هو نحويٌّ وفقيهٌ مصريٌّ من القرن العاشر الهجري، وهو أشهر نحاة عصره، يَعُدُّه مؤَرِّخو النحو العربي من رجال المدرسة المصريَّة الشاميَّة.

## حياته
لا تنقل لنا كتب التراجم عن نشأة ابن قاسم أو تاريخ ولادته، ولا نعرف الكثير عن تفاصيل حياته. ويُعَدُّ ابن قاسم العبادي من أشهر نحاة العصر العثماني، وامتاز هذا العصر بالركود العلمي، حيث خفَّت فيه الحركة الأدبية والثقافية بشكل عام ومن ضمنها الدراسات النحوية. أخذَ ابن قاسم العبادي علوم النحو عن الناصر اللقاني والشهاب البرسي، وبعدما تعمَّق في الدراسة بدأ بالتدريس، وأخذ عنه محمد بن داؤود المقدسي. ألَّف ابن قاسم العبادي عدداً من المصنفات في علوم مختلفة، وجميع مصنفاته حواشي وشروح لمؤلفات سابقيه. واشتهر ابن قاسم بالتحقيق. اختلفت الروايات حول وفاته، فقيل أنَّه تُوفِّي في المدينة المنورة أثناء عودته من رحلة الحج في سنة 994 من التقويم الهجري، وقِيل أنَّه تُوفِّي في مكة في سنة 992.

## مؤلفاته
تُنسَب إليه المؤلفات التالية:
- «حاشية ابن قاسم العبادي على شرح ابن الناظم» (حاشية لشرح ابن الناظم لألفيَّة والده ابن مالك).
- «الآيات البينات» (حاشية على كتاب تاج الدين السبكي "جمع الجوامع في أصول الفقه"، ويُسَمَّى أيضًا «حاشية ابن قاسم العبادي على شرح جمع الجوامع في أصول الفقه»).
- «شرح الورقات» (يشرح كتاب أبو المعالي الجويني "الورقات في أصول الفقه").
- «الحواشي والنكات والفوائد المحررات على مختصر السعد في المعاني والبيان» (يشرح كتاب سعد الدين التفتازاني «المطول»).
- «فتح الغفار بكشف مخبأه».
- «غاية الاختصار في فروع الفقه الشافعي» (في مجلدين).
- «حاشيه العبادي على تحرير القواعد المنطقيه» (يُسَمَّى أيضًا «شرح الرسالة الشمسية»).[4]
- «شرح قطر الندى وبل الصدى» (يُسَمَّى أيضًا «حاشيه على شرح قطر الندى وبل الصدى» و«حاشيه العبادي على شرح قطر وبل الصدى»).[5]